# Izano
Izano (Isàa in dialetto cremasco) è un comune italiano di 1 956 abitanti della provincia di Cremona in Lombardia.

## Geografia fisica
Il territorio è totalmente pianeggiante, con quote variabili tra i 70,6 e i 79,9 m s.l.m. Lo scavo artificiale del Canale Vacchelli, parzialmente in trincea, caratterizza la parte a nord dell'abitato. Altri corsi d'acqua di una certa importanza dal punto di vista irriguo sono: la Roggia Pallavicina, la Roggia Babbiona, la Roggia Lisso e la Roggia Abbadia. Va segnalata la presenza di alcuni fontanili: presso il "Fontanone" (al confine con Offanengo e Romanengo), presso Izano (a est dell'abitato, rampa Lisso) e la Fonte "Cavagnolo" (al confine con il comune di Castelleone).
La temperatura media di gennaio si attesta intorno ad 1 °C, quella media del mese di luglio è pari a 24,5 °C. Il clima è di tipo temperato continentale con precipitazioni più frequenti in autunno e primavera e con l'inverno più siccitoso dell'estate.
Classificazione sismica: zona 4 (sismicità molto bassa).. Classificazione climatica: E (i Gradi giorno sono 2.474; il limite massimo consentito per l'accensione dei riscaldamenti è di 14 ore giornaliere, dal 15 ottobre al 15 aprile).

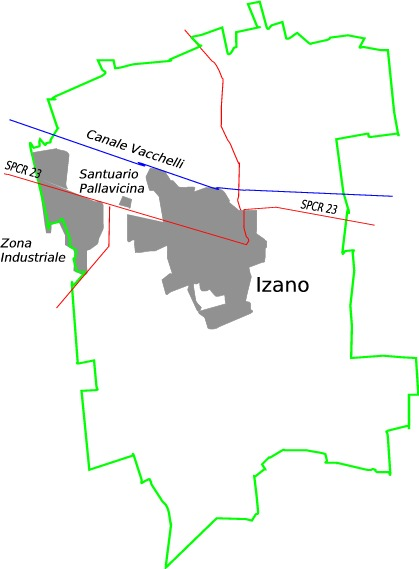
Mappa schematica del territorio di Izano

## Storia
Poco distante da Crema, sull'asse viario che conduce ad est verso l'agro cremonese, ai confini con questo, Izano appare come un borgo compatto lungo una strada centrale che ne costituisce l'ossatura. Nonostante il territorio comunale sia situato ad oriente del corso del Serio, la vicinanza a Crema ha da sempre determinato il destino del paese, anche se talvolta non è stato senza peso l'intervento di altre città.
L'antichità di Izano è testimoniata da documenti dell'età medioevale: sotto la forma "Giosano" la sua esistenza è già attestata alla fine del X secolo e poco più tardi col nome di "Zosano". Ma i primi riferimenti precisi alla sua condizione storica appaiono soltanto in seguito, nel XII secolo (per la precisione nel 1123 e nel 1178), quando figura tra le località i cui beni fondiari appartengono, almeno in parte, al monastero di San Benedetto di Crema; ad esso, tuttavia, non viene attribuita un'autorità di carattere religioso, che spetta invece al vescovo di Cremona, al quale competono probabilmente anche diritti di tipo feudale su queste terre.
Il legame che nel Medioevo univa il piccolo borgo a Cremona è documentato anche dalla presenza nella città padana di una famiglia originaria di Izano, nota col nome di Giosani e resa illustre da un suo membro, Gerardo da Iosano, che ricoprì alla fine del XIII secolo le più alte cariche della vita politica comunale, divenendo podestà e capitano del popolo in varie città dell'Italia settentrionale e centrale. La sorte del paese fu comunque accomunata in genere a quella di Crema, soprattutto da quando la città entrò a far parte, nel XV secolo, dei domini veneziani e si avvalse in seguito, dal 1580, di una giurisdizione episcopale indipendente, dominata dalle direttive della Serenissima. Fu in questo periodo, durante il quale la zona conobbe una fase di assestamento politico e godette di una condizione di accresciuto benessere economico, che anche ad Izano, come in molti altri borghi dell'area cremasca, si assistette ad un fervore architettonico che ne trasformò il volto, conferendogli una veste di dignità con le numerose ville che vi sorsero dal XVII al XVIII secolo e che tuttora creano pause di verde nel contesto dell'abitato.
In età napoleonica (1810-16) fu aggregata a Izano Salvirola Cremasca, ridivenuta autonoma con la costituzione del Regno Lombardo-Veneto.

### Simboli
Lo stemma è stato concesso con regio decreto del 21 agosto 1937.
Il gonfalone, concesso con DPR del 15 luglio 1983, è un drappo partito di bianco e di rosso.

## Monumenti e luoghi d'interesse

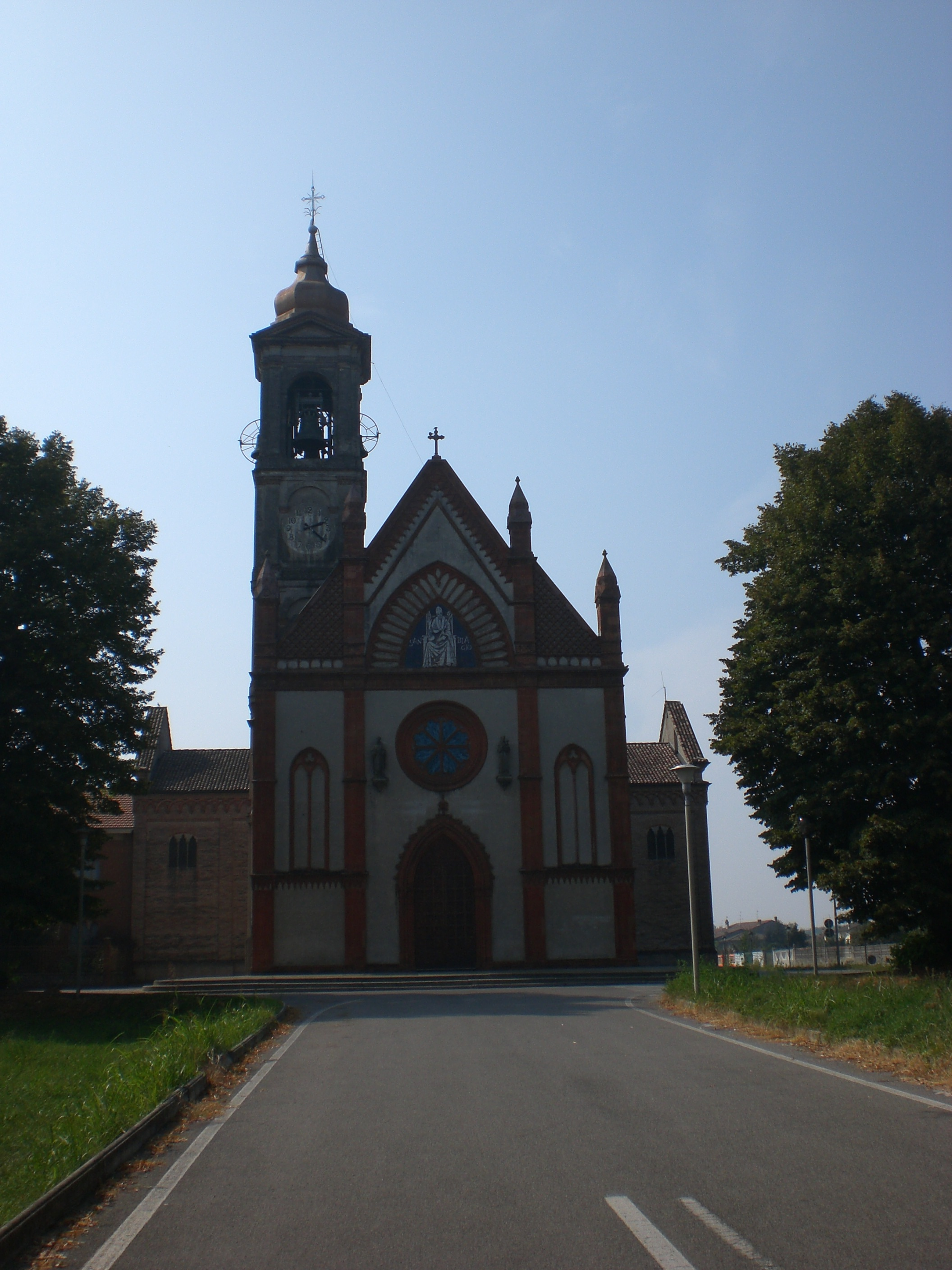
La Chiesa di San Biagio

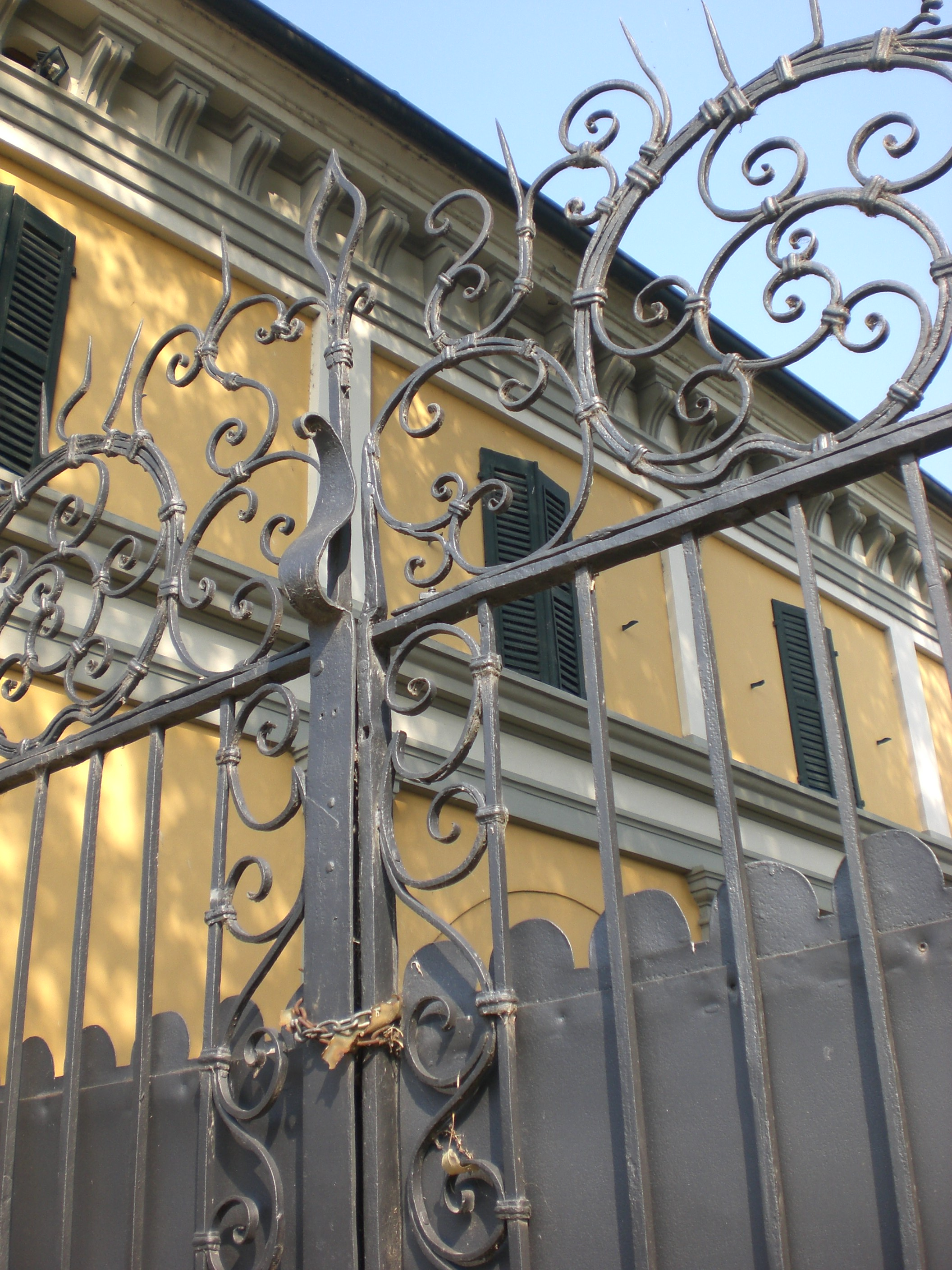
La Villa Cremonesi

### Chiesa di San Biagio
Fra gli edifici religiosi del paese spicca innanzi tutto la mole della parrocchiale di San Biagio che sorge decentrata rispetto al complesso delle abitazioni e isolata in un angolo suggestivo e ombroso che dà sulla campagna. L'origine della costruzione risale a tempi lontani, ma l'andamento primitivo è mascherato oggi da un rifacimento globale attuato nel 1900, nel corso del quale fu invertito l'orientamento dell'unica navata, cosicché la facciata fu sostituita dalla zona absidale e fu aggiunto un profondo transetto che ha conferito all'edificio un'iconografia a croce latina.
Molto scarse sono ormai le tracce pittoriche originarie: nel 1970 sono affiorati sulle pareti laterali alcuni affreschi, fra i quali emerge la composizione dipinta su una campata a sinistra, raffigurante un gruppo di personaggi in adorazione di un ostensorio, oltre il quale è rappresentata la Trasfigurazione del Cristo; la scena, che si avvale di un'inquadratura architettonica di sapore rinascimentale, ha i caratteri tipici del Cinquecento lombardo di matrice locale, anche se non è ancora stata possibile una sua incontrovertibile attribuzione.

#### Organo della chiesa di San Biagio[10]
Costruito nel 1999 è collocato in cantoria lignea, sopra l’ingresso principale.
L'organo, a trasmissione meccanica è composto da due tastiere di 54 tasti (Do1-Fa5), una pedaliera da 30 pedali e 14 registri.

### Cimitero
A pochi passi dalla chiesa, ora situato alle spalle di questa, ma un tempo collocato proprio di fronte alla facciata, in modo che fosse possibile un facile passaggio tra i due edifici, sorge il cimitero settecentesco. Esso rappresenta, insieme a quello dei Morti delle Tre Bocche a Ombriano, un fatto eccezionale nell'architettura cremasca, essendo sopravvissuto alla generale incuria cui questi monumenti sono spesso stati soggetti.
È un angolo di particolare raccoglimento e di invito alla quiete meditativa, chiuso com'è ancora nelle strutture originarie, costituite da un semplice recinto rettangolare che si apre sul fondo, in uno dei lati minori, in una cappella; sui fianchi è circondato da un porticato, decorato dalla sequenza delle stazioni della Via Crucis, dipinte ad affresco, discretamente conservate entro cornici sagomate.

### Oratorio di San Rocco
All'interno del paese sorge l'oratorio di San Rocco, conservatosi abbastanza integro anche grazie ad un restauro a cui fu sottoposto intorno al 1982, che ha restituito alla chiesa la bellezza del suo volto tre-quattrocentesco, apprezzabile sia nella semplice facciata in mattoni a vista, sia nell'interno con copertura a capriate. Nella zona absidale sono custodite tre pregevoli statue in terracotta raffiguranti la Madonna col Bambino, San Rocco e San Sebastiano, raffinata opera di un buon plasticatore operante fra Quattrocento e Cinquecento.
A testimonianza dell'antichità e della dignità dell'edificio rimane un affresco che reca la data 1471, ancora ben leggibile e completo in confronto ai vari lacerti venuti alla luce recentemente; esso testimonia la condizione originaria dell'oratorio, che doveva contenere un'ampia documentazione della pittura quattrocentesca locale.
L'oratorio è provvisto di un portico, di un piccolo campetto in cemento in cui si può giocare a calcio, per i più piccoli l'oratorio è provvisto anche di vari castelli e altalene, dietro la zona giochi si trova il campo da calcio.

### Santuario della Pallavicina

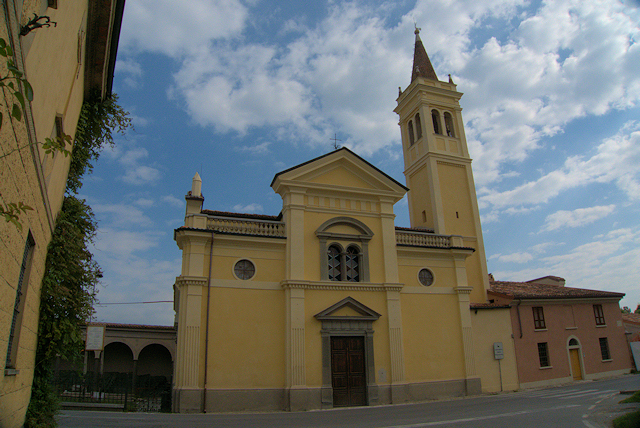
Santuario della Pallavicina

Ma il monumento più illustre di Izano, situato poco all'esterno dell'abitato, alla fine di un viale alberato, sulla strada verso Crema, è il Santuario della Pallavicina. È un luogo di antica devozione, che conserva tuttora il fascino dei piccoli santuari di campagna; ogni anno vi si svolge una fiera primaverile alla quale partecipano devoti provenienti da ogni località del Cremasco. Dell'origine dell'edificio si conosce poco, anche perché non è noto l'anno nel quale si sarebbe verificata la miracolosa apparizione della Madonna ad una fanciulla del luogo, fatto che dette origine all'erezione di una cappella. Esso risale comunque a tempi antichi, per lo meno al XV secolo, datazione desunta da un affresco che reca inciso l'anno 1444. Di una chiesa edificata sul luogo della primitiva costruzione si parla solo a partire dal 1578, in occasione di una visita pastorale. A quel tempo la sua struttura doveva essere ormai organizzata secondo le linee essenziali che sono tutt'oggi visibili, malgrado le aggiunte più tarde: un piccolo santuario ad una sola navata, terminante in una profonda abside completamente decorata con affreschi di scuola cremonese. I secoli successivi videro un progressivo arricchimento architettonico e decorativo, che ricoprì di una veste barocca l'interno; ad una cappella laterale sorta nel punto dell'apparizione ne furono aggiunte, fra la fine del Seicento e i primi del Settecento, altre due, notevoli per ricchezza di pitture e di stucchi, mentre fu attuato solo in seguito, nel 1910, il completamento del lato destro, sfondato simmetricamente al fianco sinistro ed animato da una nuova facciata che dà sul piazzale antistante.

### Ville
Rilevanza analoga a quella dell'architettura religiosa hanno anche le ville patrizie, presenti ad Izano in numero superiore rispetto ad altri paesi del cremasco, pure intensamente interessati dal fenomeno delle residenze estive dell'aristocrazia cittadina. Uno schema abbastanza uniforma è alla base delle Ville Foglia, Pasquini e Severgnini, che si distinguono per una superiore dignità costruttiva sulle altre abitazioni del paese: un unico corpo di fabbrica che costituisce un blocco compatto al centro dello spazio riservato al giardino, un'estrema semplicità nell'uso dei motivi decorativi, che per lo più appartengono al repertorio seicentesco (come le mensole ricorrenti sotto la gronda, alternate ad oculi ovali), l'assenza di una veste aulica o baroccheggiante nella linearità dell'impianto costruttivo. Villa Foglia e Villa Pasquini sono frutto di vari interventi attuati attraverso i secoli; quanto a Villa Severgnini, è particolarmente degna di attenzione per la presenza, all'interno, di dipinti murali che rappresentano paesaggi locali, come la raffigurazione delle mura e dell'ormai scomparso castello di Crema.

#### Villa Cremonesi

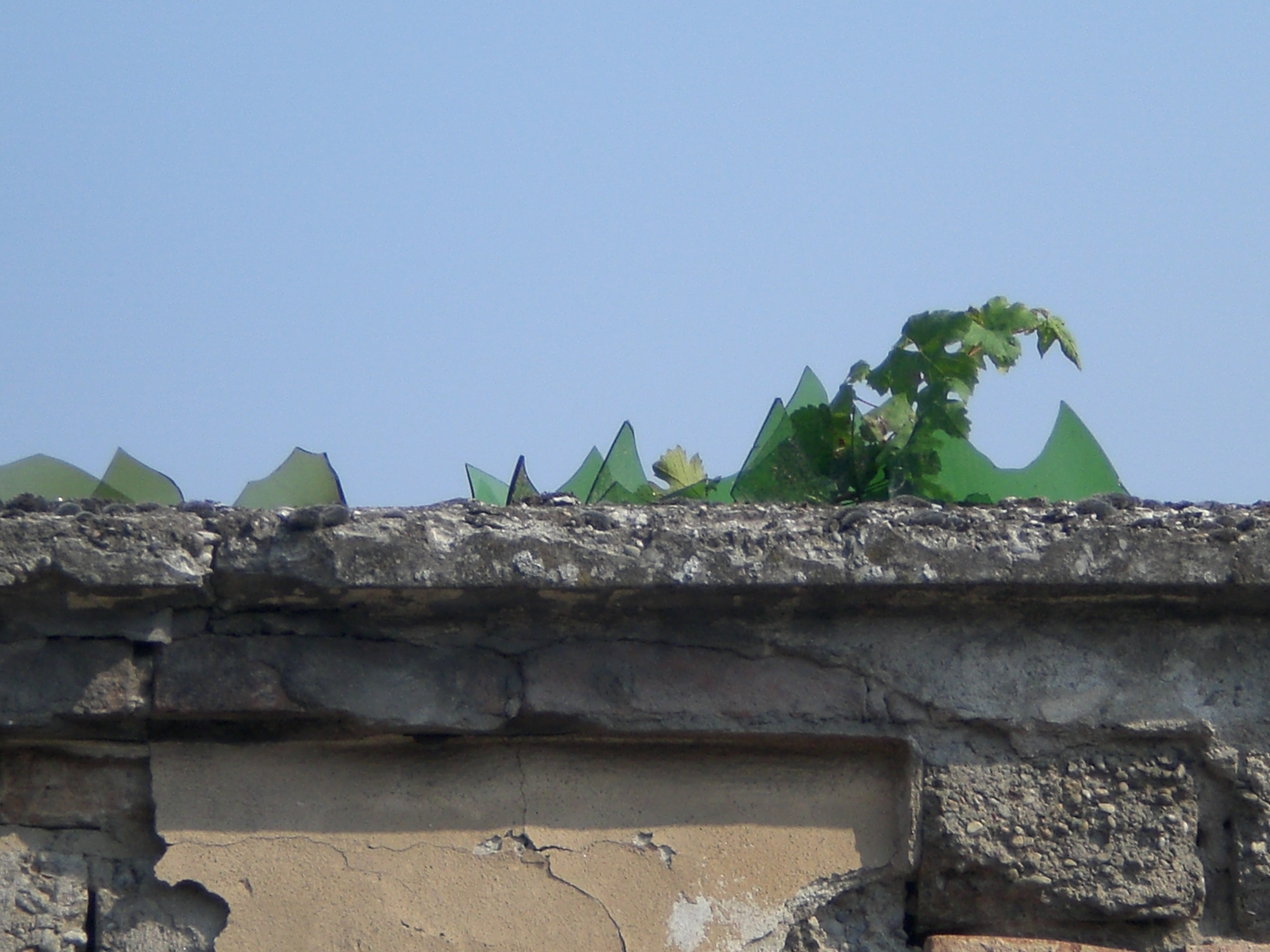
Il muro

Situata verso la periferia di Izano, l'ottocentesca Villa Cremonesi è uno dei punti di riferimento del paese. Intonacata esternamente di giallo e bianco, non riporta barocche decorazioni. La sua torretta è il punto più alto del complesso e si trova nel grande giardino. La cosa più barocca è il cancello, intagliato e molto decorato, e sulla cima appuntito. La villa, che è oggi abitata, è racchiusa da un muro alto circa due metri sul quale sono posti pezzi di vetro, per impedire ai ladri di entrarvi.

### Madonna delle Gere
Percorrendo fino alla fine una stradina di campagna a Sud-est di Izano ci si può imbattere in una curiosa casetta in cui all'interno si trova una statua in pietra raffigurante la Madonna, 

### Altre attrazioni
Il volto generale del paese è quello di un borgo antico (la cascina S. Rocco, verso la periferia, ne è la testimonianza esemplare) costituito da un gruppo omogeneo di case che si susseguono quasi senza soluzione di continuità, in un ritmo serrato; il tessuto abitativo è privo di innovazioni stridenti, anzi, animato da un tocco di arcaicità grazie alla sopravvivenza di due forni pubblici tuttora utilizzabili, anche se non più in funzione.

## Società

### Evoluzione demografica
Abitanti censiti

### Etnie e minoranze straniere
Al 31 dicembre 2020 i cittadini stranieri sono 72. Le comunità nazionali numericamente significative sono:
1. India: 24

## Economia
L'assenza di modifiche del nucleo centrale di Izano è connessa al fatto che non si è verificato nessun processo di industrializzazione e si è conservata intatta la tradizionale economia fondata sul lavoro dei campi, particolarmente fertili e ricchi di acque per le numerose rogge che vi scorrono, insieme ad un tratto del canale Vacchelli. La proprietà è frazionata in piccole aziende, che producono oltre al mais, anche una certa quantità di frumento e di orzo; collegata con l'agricoltura è naturalmente la zootecnica, che tuttavia, a differenza di quanto avviene nei comuni circostanti, è praticata a livello familiare, se si fa eccezione per due aziende avicole a carattere industriale.
Tutta la gamma delle attività economiche è sviluppata secondo criteri artigianali: si va dalle piccole officine meccaniche al commercio, effettuato anche da venditori ambulanti; notevole pure il movimento di pendolari, occupati nelle industrie di Milano e, naturalmente, di Crema.

## Infrastrutture e trasporti

### Strade
L'unica strada di una certa rilevanza che attraversa il territorio comunale è la strada provinciale 23 Crema-Salvirola. L'ex strada provinciale 16 Madignano-Camisano è stata declassata a "comunale" nel 2004 dopo una parziale riqualificazione. Esistono anche delle ciclabili lungo la strada provinciale 23 e sulla strada comunale 16.

## Amministrazione
Elenco dei sindaci dal 1988 ad oggi.
| Periodo | Periodo   | Primo cittadino | Partito              | Carica  | Note |
| ------- | --------- | --------------- | -------------------- | ------- | ---- |
| 1988    | 1993      | Ersilio Tolasi  | Democrazia Cristiana | sindaco |      |
| 1993    | 1997      | Ersilio Tolasi  | Democrazia Cristiana | sindaco |      |
| 1997    | 2001      | Ersilio Tolasi  | lista civica         | sindaco |      |
| 2001    | 2006      | Luigi Tolasi    | lista civica         | sindaco |      |
| 2006    | 2011      | Luigi Tolasi    | lista civica         | sindaco |      |
| 2011    | 2016      | Luca Giambelli  | lista civica         | sindaco |      |
| 2016    | 2021      | Luigi Tolasi    | lista civica         | sindaco |      |
| 2021    | In carica | Luigi Tolasi    | lista civica         | Sindaco |      |